# 杜蘭戈動胸龜
杜蘭戈動胸龜（學名：Kinosternon durangoense）為動胸龜屬下的一種龜。發現於墨西哥奇瓦瓦州、科阿韋拉州和杜蘭戈州。